# Cheilolejeunea vittata
Cheilolejeunea vittata là một loài Rêu trong họ Lejeuneaceae. Loài này được (Stephani ex G. Hoffm.) R.M. Schust. & Kachroo mô tả khoa học đầu tiên năm 1961.